# Yargul
El yargul es un instrumento de viento confeccionado con cañas. Se trata de un tradicional instrumento popular que se utiliza en Palestina. Se confecciona con dos cañas que se juntan para ser sopladas. Estas dos cañas se juntan formando dos tubos de distinta longitud, hasta el punto que uno puede llegar a medir más de dos metros. Este tubo más largo no tiene agujeros y sirve de bordón.